# It Conquered the World
It Conquered the World (1956) este un film SF american despre un extraterestru de pe Venus care încearcă să cucerească lumea prin intermediul unui dispozitiv de control a minții, fiind ajutat de un om de știință terestru deziluzionat. Filmul este regizat de Roger Corman, scenariul este realizat de Lou Rusoff (și Charles B. Griffith - necreditat), în rolurile principale interpretează actorii Peter Graves, Lee Van Cleef, Beverly Garland și Sally Fraser.
Filmul a fost lansat de AIP ca un program dublu împreună cu The She-Creature.

## Rezumat
Tom Anderson (Van Cleef), un amărât om de știință, a avut contact cu o creatură Venusiană în timp ce folosea transmițătorul radio. Secreta motivație a creaturii extraterestre este să pună stăpânire pe întreaga planetă Pământ prin folosirea unor dispozitive ce controlează mintea. Extraterestrul susține că dorește să aducă numai pace pe Pământ prin eliminarea tuturor emoțiilor umane. Anderson acceptă să ajute creatura ba mai mult îi oferă permisia de a asimila soția sa (Garland) și prietenul Nelson (Graves).

## Actori
- Peter Graves este Dr. Paul Nelson
- Lee Van Cleef este Dr. Tom Anderson
- Beverly Garland este Claire Anderson
- Sally Fraser este Joan Nelson
- Russ Bender este General James Pattick
- Taggart Casey este Sheriff N.J. Shallert
- Karen Kadler este Dr. Ellen Peters
- Dick Miller este First Sergeant
- Jonathan Haze este Corporal Manuel Ortiz
- Paul Harbor este Dr. Floyd Mason
- Charles B. Griffith este Dr. Pete Shelton
- Thomas E. Jackson este George Haskell